# (893) Leopoldina
(893) Leopoldina es un asteroide perteneciente al cinturón de asteroides descubierto el 31 de mayo de 1918 por Maximilian Franz Wolf desde el observatorio de Heidelberg-Königstuhl, Alemania.
Está nombrado por la sociedad científica Deutsche Akademie der Naturforscher Leopoldina con sede de Halle (Sajonia-Anhalt).